# Rivere
Rivere is een plaats (frazione) in de Italiaanse gemeente Cartosio.